# Saxophone Colossus

Saxophone Colossus är ett musikalbum av Sonny Rollins som lanserades i december 1956. Skivan anses tillhöra Rollins mest definitiva och är en av de mest berömda skivorna som släpptes av skivmärket Prestige.
Fem musikstycken finns på albumet, tre krediteras Rollins. Inledande St Thomas är uppkallad efter Saint Thomas i Jungfruöarna. Melodin är traditionell och hade redan spelats in av Randy Weston år 1955 under titeln Fire Down There. Rollins gjorde senare klart att det var skivbolaget som insisterade på att han skulle ange sig själv som upphovsman. Den har sedan dess blivit en jazzstandard, och den mest kända inspelade versionen. Ett annat notabelt nummer är hard bop-stycket Strode Rode som uppkallades efter Strode Hotel i Chicago där trumpetaren Freddie Webster dog.

## Låtlista
(upphovsman inom parentes)
1. St. Thomas (Sonny Rollins) – 6:49
2. You Don't Know What Love Is (Gene de Paul) – 6:31
3. Strode Rode (Sonny Rollins) – 5:17
4. Moritat (Kurt Weill) – 10:06
5. Blue 7 (Sonny Rollins) – 11:18

## Medverkande
- Sonny Rollins — tenorsaxofon
- Tommy Flanagan — piano
- Doug Watkins — kontrabas
- Max Roach — trummor